# ماكروميديا
ماكروميديا (بالإنجليزية: Macromedia)‏ كانت شركة أمريكية لتطوير برمجيات الرسوميات والويب. مقرها الرئيسي في سان فرانسيسكو، كاليفورنيا. تم شراء الشركة من قبل منافستها أنظمة أدوبي في 3 ديسمبر، 2005.
من أشهر البرامج التي أنتجتها شركة ماكروميديا برنامج ماكروميديا فلاش وبرنامج ماكروميديا فايروركس.
استحوذت على شركة أليير في أوائل عام 2001.